# Utub
Els Utub (àrab: العتوب, al-ʿUtūb; singular Utbi) són una comunitat àrab originària del Nejd formada per aportacions de diverses tribus, que al segle xvii es van desplaçar cap a la zona del golf Pèrsic on es van establir per acabar finalment a Kuwait i Bahrain. Es diu que el nom deriva de ataba ("arribar al terre" en aquest cas "arribar al litoral"). El seu origen exacte dins del Nejd és incert però els Al Khalifa de Bahrein per exemple, en la seva tradició, diuen que van venir d'al-Hadar després d'enfrontaments amb altres clans amb els quals estaven emparentats. Els Utub estaven encapçalats per tres clans: els Al Khalifa, els Al Sabah (o Subah) i els Djalahima, suposats descendents d'Anaza a través dels Djumayla; altres clans secundaris eren els Al Zayid (moderns Al Ghanim), al Salih, Al Shamlan i Al Fadil. Els desplaçaments del segle xvii cap a l'est es van donar en diverses tribus i clans, entre els quals per exemple els Banu Kab, que van emigrar a Khuzestan i van formar l'estat semi-independent de Fallahiyya. Els Utub parlen un dialecte àrab oriental; els dialectes de Kuwait, Bahrein i Qatar estan emparentats, i són diferent al dialecte parlat pels hwila (dels Emirats Àrabs Units), els Hasawi (de la província d'al-Hasa o província Oriental de l'Aràbia Saudita) i els Baharina (els antic habitants xiïtes de les illes Bahrein anteriors a l'arribada dels Al Khalifa), tot i que també pertanyen a l'àrab oriental.

## Història
El trajecte dels clans que van formar els Utub, fou des d'al-Hadar (a la regió d'al-Afladj) d'on haurien sortit vers 1674, i es van dirigir a Bàssora; no se sap si va influir en l'emigració la fam que es patia al Djarman. Des de Bàssora es van desplaçar cap a Kuwait (anomenat Grain o Grane pels anglesos) i es van instal·lar allí (1716) com a vassalls dels Barrak ibn Urayr, els dirigents dels Banu Khalid que governaven l'Aràbia oriental (llavors anomenat al-Hasa pels turcs). Tant els Utub com els Banu Kab i els Maadid (un altre grup emigrat) van prosperar mentre els Hwila governats pel clan Kasimi o Qasimi (plural Kawasim) que fins aleshores havien dominat les rutes marítimes del Golf com a dependents (més o menys nominals) dels Banu Khalid, al seu torn vassalls otomans. Els hwila estaven presents a les dues costes del golf, però els seus principals ports eren a la part persa, mentre els utub estaven implantats a la costa àrab. Al final del segle xviii amb el triomf a Pèrsia de la dinastia qajar, la capital de l'estat, que era a Siraz sota els Zand, va passar a Teheran, més al nord, i els afers de la costa del golf van passar a ser secundaris i els xeics de la costa van adquirir major autonomia; també la conquesta de Bàssora pels perses del 1776 al 1779, i la fam que va seguir després, van estimular als xeics àrabs de la costa a actuar de manera autònoma.
El 1756 un viatger, Kniphausen, esmenta que els habitants de Kuwait eren independents del xeic del desert (suposadament referit a Ibn Urayir dels Banu Khalid) al que només pagaven un petit tribut. Estaven governats per diversos xeics que vivien en pau, sent el principal Mobarek Eben Saback (Mubarak ibn Sabah), però aquest era pobre i jove, i un altre, Mohamed Eben Khalifah (Muhammad ibn Khalifa), que era ric i tenia molts vaixells, gaudia d'una posició molt important.
L'estructura de la confederació Utub tenia al front als tres clans: els Al Khalifa, els més rics, es dedicaven al comerç i les perles; els Djalahima tenien al seu càrrec els vaixells i la defensa naval; i els Al Sabah designaven al governador encarregat de fer respectar la llei i gestionava les relacions amb els Banu Khalid.
El 1765 una part dels Al Khalifa es va desplaçar a Zubara o Zobara (a Qatar) i el 1783 es van traslladar a les illes Bahrein que pertanyien a Pèrsia. Els Djalahima (o una gran part) van emigrar de Kuwait al darrere dels Al Khalifa, perquè els Al Sabah, que sense els Al Khalifa es trobaven empobrits, van refusar als Al Djalahima (Yalahimah o Jalahimah) la participació en els ingressos i potser fins i tot els van expulsar de Kuwait, de manera que es van haver de posar sota protecció dels Al Khalifa a Zubara on van rebre una participació justa en els ingressos, però al cap d'uns anys van reclamar certs drets derivats del pacte confederal original que els fou refusat. Els Djalahima es van traslladar llavors a Raveish, a l'est de Zubara, i van fer plans de venjança. Rhama ibn Djabir ibn Adhbi Al Djalahima va passar la vida en lluita contra els Al Khalifa, dels que era parent; es creu que el motiu de la disputa era que els Al Khalifa van privar als Al Djalahima de la part que els hauria pertocat a les illes Bahrein. Rhama, nascut a Kuwait, va residir alternativament a Bushire, Khor Hassan (a Qatar) i Damman; per un temps fou vassall dels saudites i va recórrer el golf amb una flota i 2000 homes, atacant als Al Khalifa i als Al Sabah; es va considerar aliat dels britànics i els respectava; el 1826 fou derrotat pels Al Khalifa, i en perill de ser fet presoner, va fer explotar el seu vaixell i va morir junt amb el seu fill encara infant. A Qatar els Al Khalifa van conservar la península fins que foren desplaçats pels Maadid, dirigits pel clan Al Thani.